# いまのりくん
いまのりくんは、オリックスグループのレンタカー会社であるオリックス自動車のサービスである。個人向けカーリースサービスであり、購入者が希望する新車をオリックス自動車が購入して、一定期間・一定料金で賃貸する仕組みになっている。新車を所有するのと同じ感覚で使用することができ、2年経過後は手軽に乗り換え・返却も自由である。
本項ではいまのりセブン・いまのりナイン・いまのりイレブンについても述べる。

## サービスの特徴
- マイカーリースである。5年契約を基本期間として契約して好きな新車に乗り、契約開始後2年経過すると自由に乗り換えや返却ができる。この場合、解約金は発生しない。当然ながらリース期間満了まで乗り続けることも可能だが、5年経つと返却するか再リースになる（買い取りはできない）。
- 自動車購入費用のほか、諸費用（取得税・登録費用・自賠責・自動車税・重量税・車検費用・リサイクル料金など）を含めて分割払いが可能。
- 大多数の国内メーカー・車種の中から、乗りたい新車を選ぶことができる。また、グレード、カラー、オプションなども自由に設定できる。鈴商など一部国内メーカーと輸入車は非対応。
- ナンバープレートも、レンタカーのように「わ」ナンバーではなく、通常に購入する場合と同様のナンバーである。自動車購入時と同様、別途費用は発生するが、希望のナンバーを選ぶことも可能である。
- 月間走行距離の上限は2000km。

## いまのりくんのメリット
- 初期費用が不要である（頭金を設定することも可能）。
- 自家用車を所有する上でのわずらわしさを軽減（保険や税金などの費用も全て計算して、月々のリース料に含むため）。
- いろんな新車に乗ることができる。
- 個人の資産として登記しなくても良い。
- 最初の車検費用が無料。
- 何度かオイル交換が無料。
- 返却時に多少の傷であれば非請求。

## いまのりセブン・いまのりナイン・いまのりイレブン
いまのりくんとの相違点は下記の通り。
- 契約期間が7年（ナインは9年・イレブンは11年）で、自由に乗り換えできるのはいずれも契約期間満了の2年前から。
- 7年・9年・11年の契約期間が満了すれば、無償（自動車税の残期間分は請求される）で自分の物にすることができる。このときの名義変更手数料・車検費用はオリックス自動車の負担である。返却した場合は年間リース料金の20%がキャッシュバックされる（ナインとイレブンはキャッシュバックはない）。

## コマーシャル
近年個人向けカーリースのテレビコマーシャルを放映している。奥華子が歌っている「いまのりくん」のCMソングは20番まであり、総時間は14分もある。このCMソングはいまのりくんのホームページ上で聴くことができる。

### コマーシャル出演者
- 西山茉希（現在）
- 伊藤淳史（過去）
  - 伊藤が出演していたコマーシャルは、彼が出演していたテレビドラマ『電車男』にあやかり、伊藤が「新車男」のキャラクターで出演した。